# همی استال

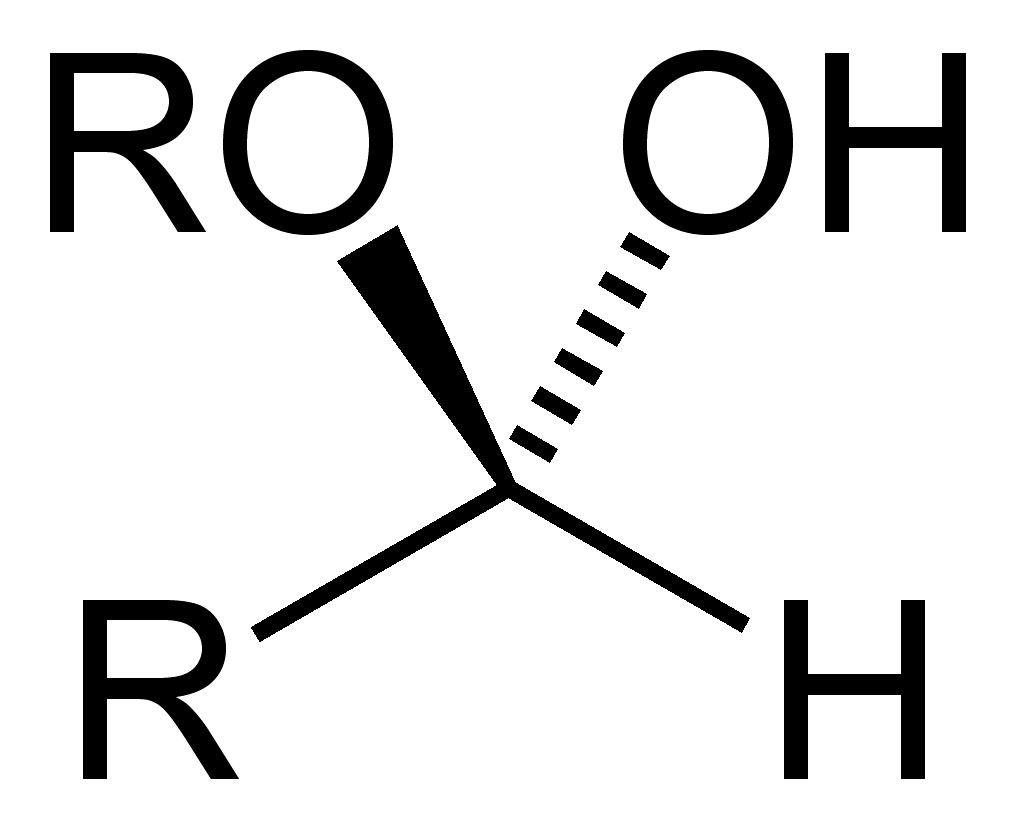
فرمول اسکلتی یک همی استال

همی استال (به انگلیسی: Hemiacetal)ها (فرمول شیمیایی کلی: R1R2C(OH)OR) موادی هستند که به ترتیب از آلدهید و کتون مشتق شده‌اند. همی در زبان یونانی به معنای نیم یا نصف می‌باشد. ترکیب همی استال با افزودن الکل به گروه کربونیل تشکیل می‌شود و هنگامی که گروه الکل با یک گروه آلکوکسی اضافه می‌شود، منجر به پدید آمدن استال می‌شود.
به طور کلی همی استال‌ها مواد ناپایداری می‌باشند که از واکنش افزایشی هسته‌دوستی الکل با گروه کربونیل آلدهید یا با رزونانس تثبیت شده کاتیون همی استال (به انگلیسی: resonance stabilized hemiacetal cation) ایجاد می‌شوند یا از روش آبکافت استال.

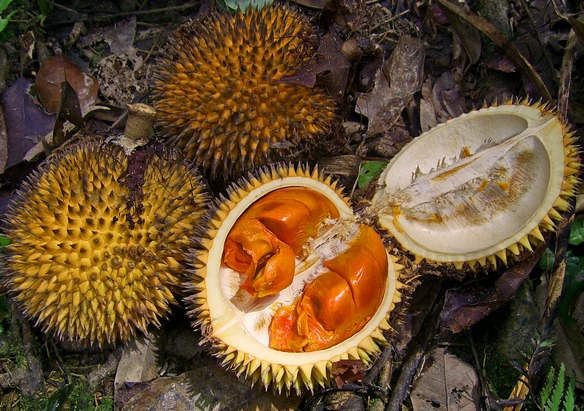
میوه استوایی خارگیل سرشار از همی استال‌ها می‌باشد.